# Alnus incana
Alnus incana là một loài thực vật có hoa trong họ Betulaceae. Loài này được (L.) Moench mô tả khoa học đầu tiên năm 1794.

## Hình ảnh

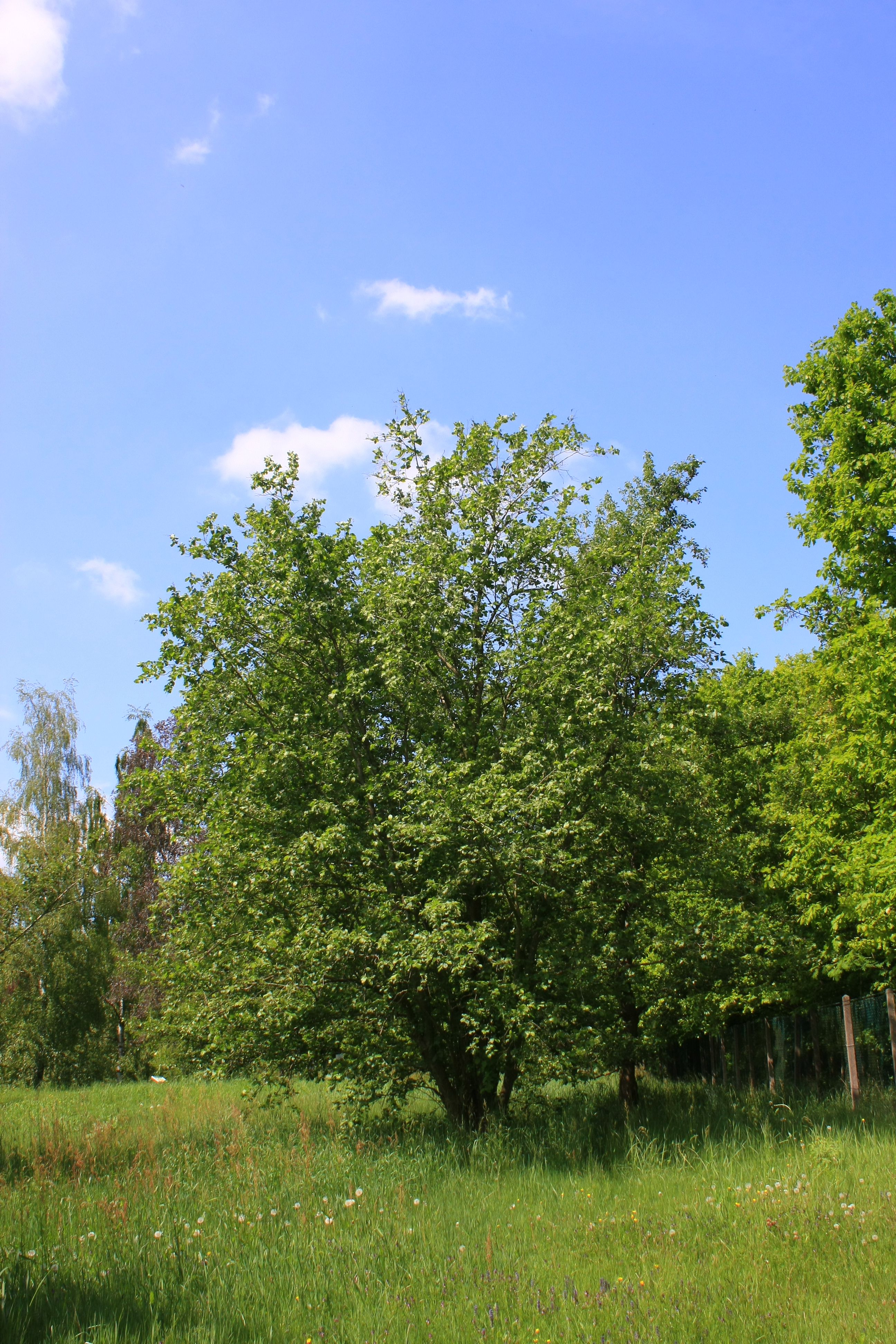
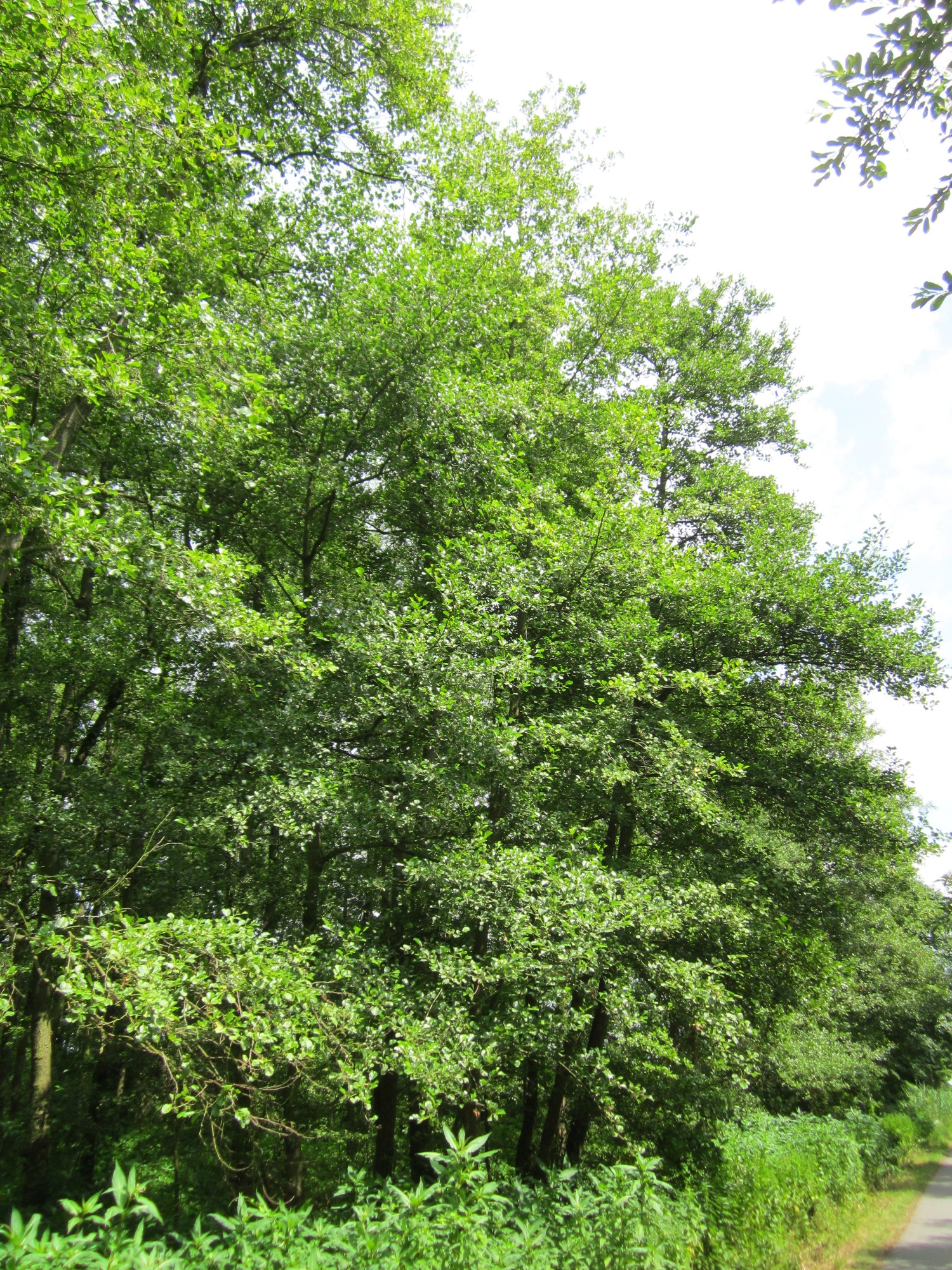
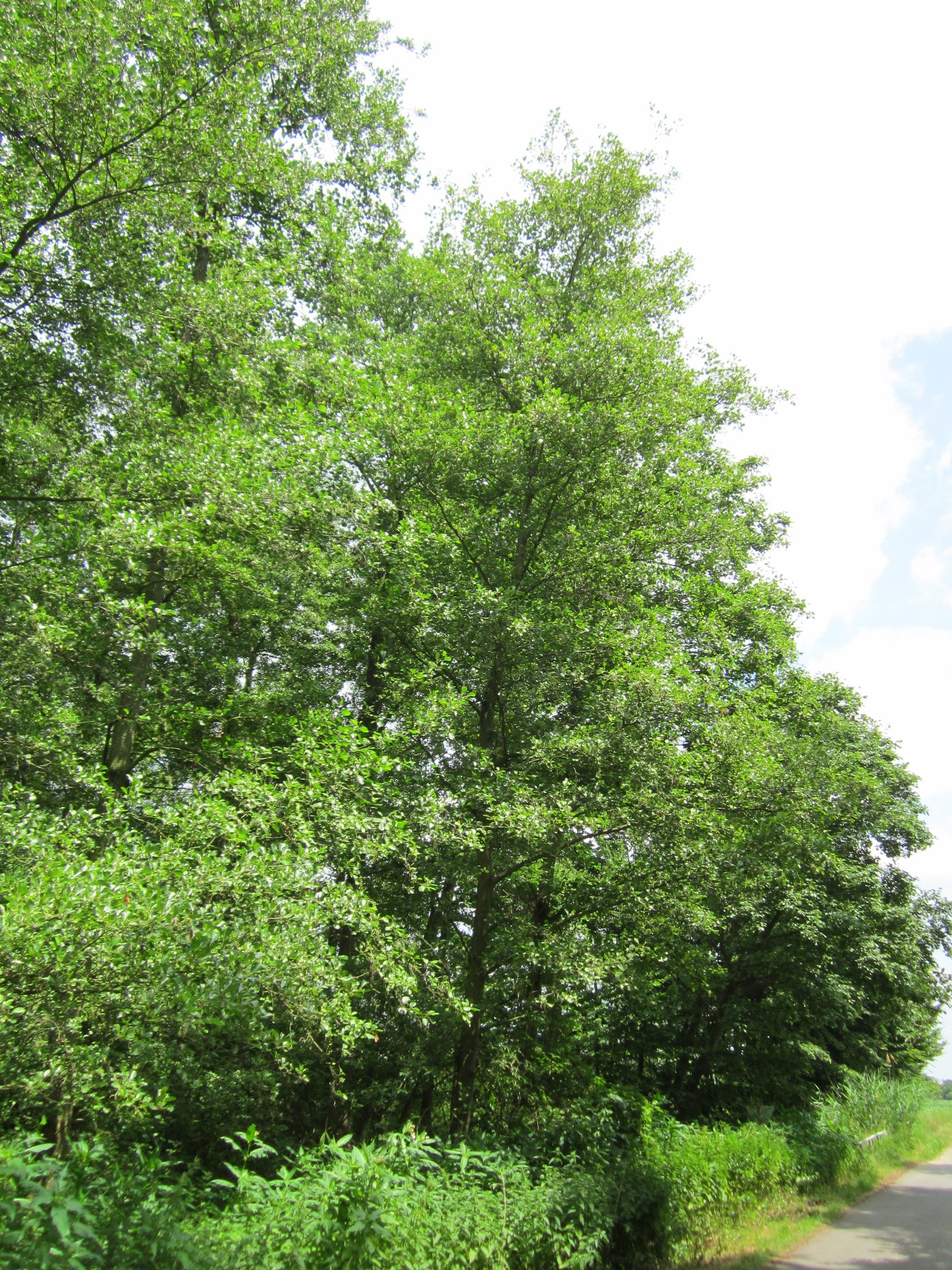
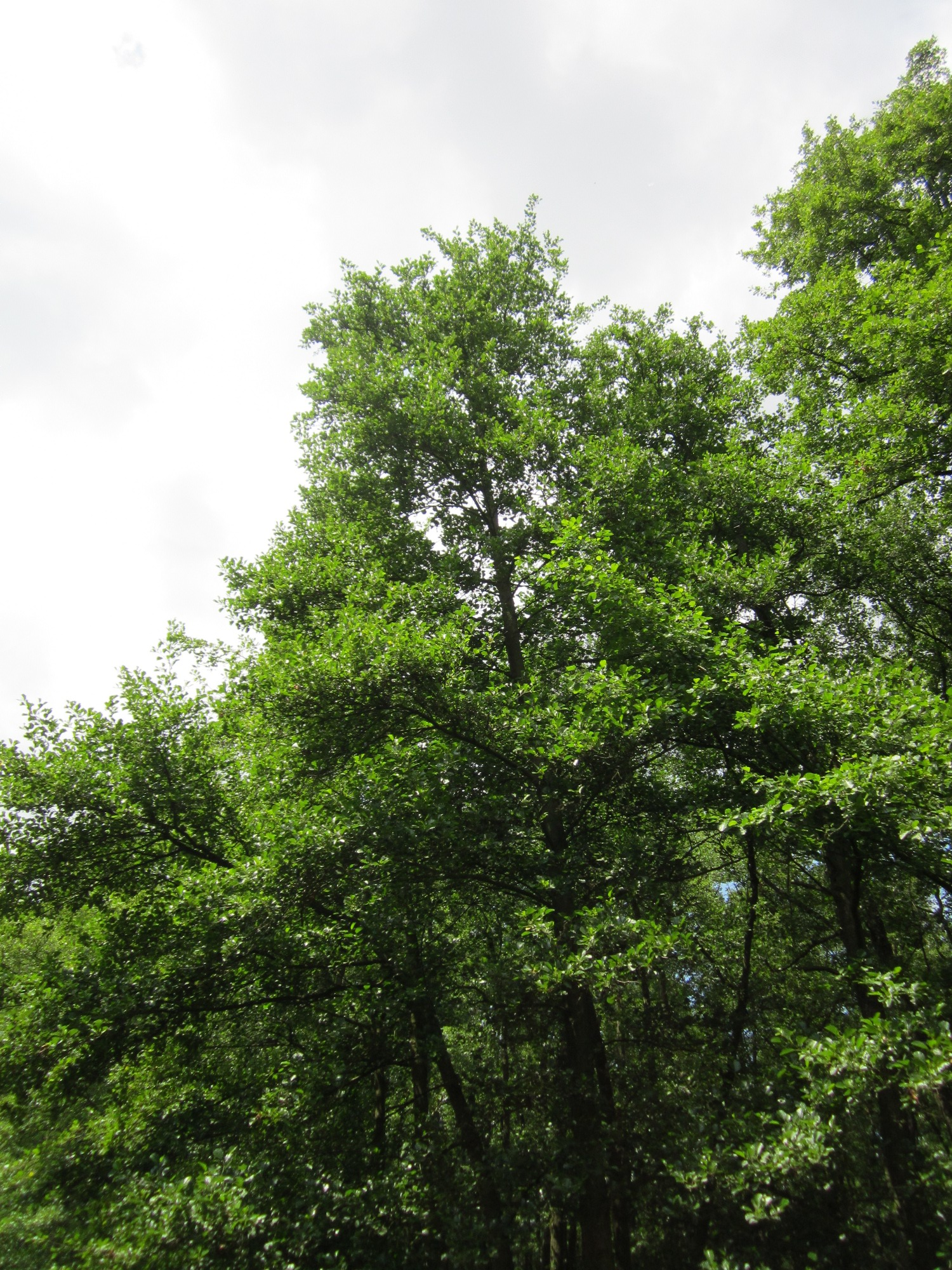